# Комбретум мелкоцветковый
Комбретум мелкоцветковый, кинкелиба (лат. Combretum micranthum) — вечнозелёное растение семейства Комбретовые, распространённое в зоне саванн в тропиках Центральной и Южной Африки.

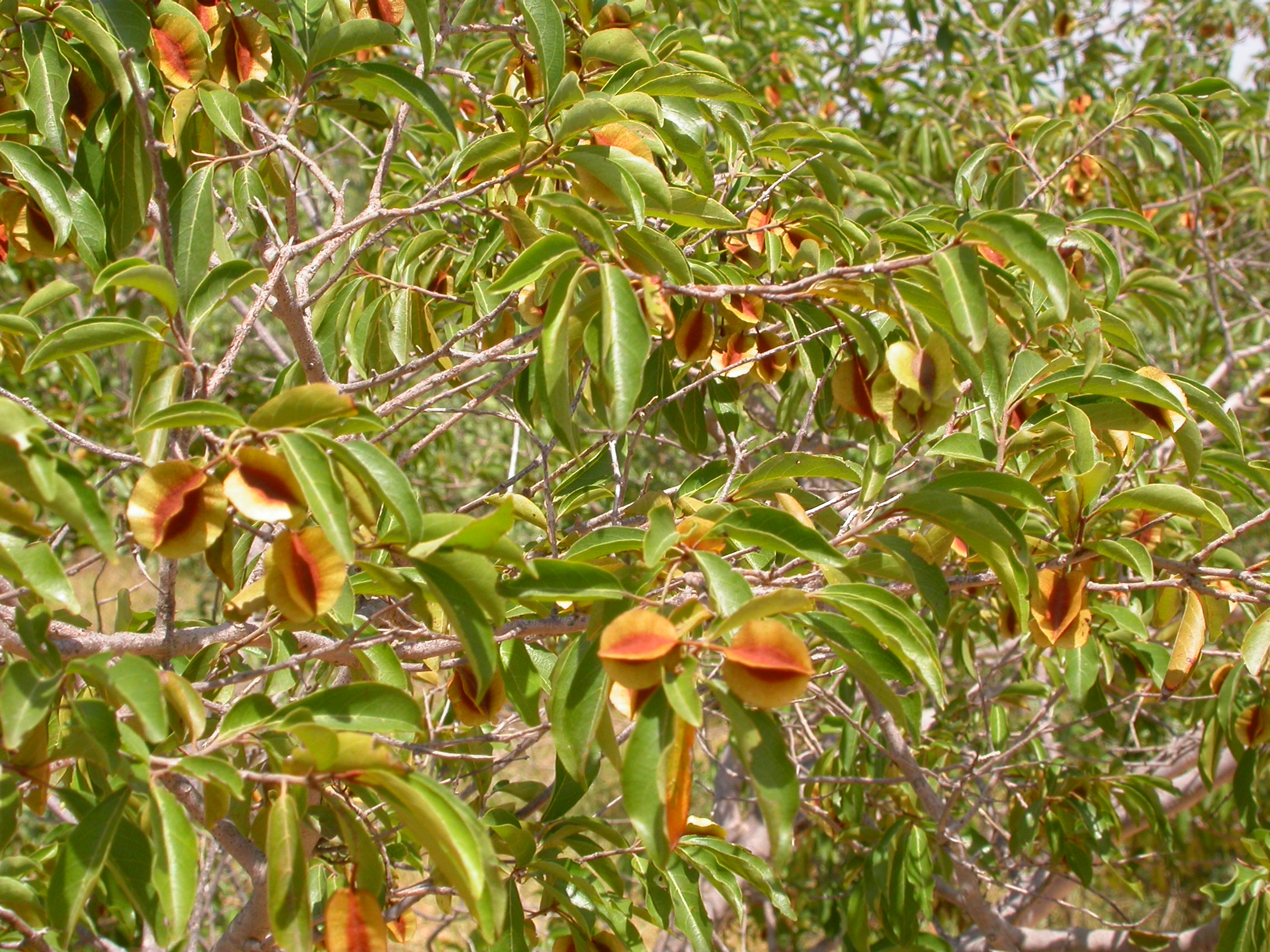

## Применение
Листья растения в Сенегале, Мали и Буркина-Фасо традиционно используют для получения тонизирующего напитка, также применяется в народной медицине.

## Традиционно используется против малярии
Он традиционно используется в Сенегале и Мали для усталости, заболеваний печени, головной боли, выздоровления, заболевания крови, потери веса, рака, проблем со сном и особенно используется для голодания Моридов в Сенегале. Это один из растений власти в нигерийской медицине и используется для лечения заболеваний печени, особенно в Сенегале и Мали. Кинкелиба означает «дерево здоровья» и французскую иммобилизацию кинкелиба и называет её «тизаном де Лонге вие» или вливанием долгой жизни.
Ветви довольно прочные и являются полезным материалом для создания стульев, кроватей, ручек инструментов и т. д.
Чай, приготовленный путем замачивания листьев в кипящей воде, является традиционным тонизирующим напитком в тропических саваннах, таких как Сенегал, Мали и Буркина-Фасо. Считается, что он помогает в потере веса и обладает детоксицирующими свойствами.
Среди западноафриканских мусульман, особенно Волофов, Фуласа и Мандинка, листья, кора и сучки Кинкилибы собираются и продаются в пучках в течение сухого сезона, ведущего к месяцу Рамадан и в течение месяца. Kinkiliba используется ежедневно, чтобы заваривать крепкий чай, который смешивается с сахаром и молоком, и напивается с хлебом на закате, как средство быстрого ежедневного разрушения. Kinkiliba используется специально для этой цели из-за его сладкого вкуса и потому что считается, что это стимулятор аппетита, поскольку те, кто голодал, хотят иметь возможность наслаждаться как можно более богатой пищей вечером после того, как не съели ничего от восхода до закат солнца.
В Буркина-Фасо отвар листьев используется в качестве лекарства от малярии.

## Фармакологические эффекты
Было показано, что лиственный экстракт растений содержит ряд полифенольных соединений. Эти соединения известны для антиоксидантной активности и показали потенциал для профилактики диабета.